# مسجد لرد آسیاب
مسجد لرد آسیاب مربوط به دوره قاجار است و در یزد، بلوار بسیج، کوچه طهمورث، بازارجه محله لرد آسیاب واقع شده و این اثر در تاریخ ۱۴ اسفند ۱۳۸۵ با شمارهٔ ثبت ۱۷۸۹۳ به‌عنوان یکی از آثار ملی ایران به ثبت رسیده است.